# Rachel Green
 (octobre 2024).
- Si vous ne connaissez pas le sujet, laissez ce bandeau (vous pouvez alors contacter les auteurs).
- Si vous supprimez le contenu mis en cause (vous pouvez préalablement contacter les auteurs),

argumentez précisément cette suppression dans la page de discussion
(un manque de référence n'est pas un argument ; une recherche réelle de référence doit avoir été effectuée, être formellement documentée).
 (mars 2018).
Si vous disposez d'ouvrages ou d'articles de référence ou si vous connaissez des sites web de qualité traitant du thème abordé ici, merci de compléter l'article en donnant les références utiles à sa vérifiabilité et en les liant à la section « Notes et références ».
Pour les articles homonymes, voir Green.
Rachel Karen Green est un personnage de fiction interprété par Jennifer Aniston dans la série américaine Friends.

## Apparition
Rachel apparaît une première fois dès le pilote au Central Perk, vêtue d'une robe de mariée trempée par la pluie, à la recherche de sa vieille amie Monica Geller qu'elle avait perdue de vue depuis le collège. Elle est alors une fille "à papa".
Rachel s'est sauvée de son mariage avec le dentiste Barry Farber après s'être rendu compte qu'elle désirait plus la saucière entreposée dans la salle des cadeaux que Barry (elle dit aussi qu'à ce moment elle fut frappée par la ressemblance entre Barry et Frankenstein). Rachel n'a alors encore jamais travaillé et a toujours vécu grâce à l'argent de son père. Celui-ci refuse de continuer à payer ses dépenses à moins qu'elle ne revienne en arrière et ne se marie à Barry. Monica et ses amis l'encouragent à commencer une nouvelle vie, indépendante et responsable, à New York. Rachel devient alors la colocataire de Monica, puis dans les saisons d'après celle de Joey.
Rachel apparaît dans un épisode en flash-back dans le bar, qui a précédé le Central Perk (devenu un salon de thé), où Monica et ses amis se retrouvent pour jouer au billard, elle discute avec ses amies de l'époque de son futur mariage. Ce soir d'ailleurs, après l'avoir saluée alors qu'elle ne l'avait pas vue depuis plus de dix ans, Monica balance à Chandler : "Je te parie dix dollars que je reverrai jamais cette fille !", ce qui est drôle car on sait déjà qu'elle vont se revoir et relier des liens très forts qui les uniront le long des dix saisons composant Friends

## Carrière
Fille de Sandra et Leonard Green, Rachel décroche son premier travail en tant que serveuse au Central Perk. Elle n'est pas une bonne employée, prenant de longues pauses avec ses amis et mélangeant régulièrement les commandes des clients. Cependant, le gérant du café, Gunther, est secrètement amoureux d'elle et son attachement lui permet de garder ce travail pendant un certain temps. Durant la troisième saison, avec les encouragements de Joey et Chandler, elle quitte cet emploi pour une nouvelle carrière dans la mode, le domaine qui la passionne réellement. Ceci l'a par la suite menée à œuvrer comme cliente personnelle chez Bloomingdale's. Elle devient plus tard acheteuse pour Ralph Lauren, mais est mise à la porte quand on la surprend à passer un entretien pour Gucci. Un travail lui est offert chez Louis Vuitton à Paris par un ancien collègue (Mark), mais elle refusera finalement la place pour rester vivre avec Ross à New York.

## Vie amoureuse
Peu après être arrivée à New York et avant de sortir avec Ross, Rachel s'engage dans une relation purement sexuelle avec un mannequin italien nommé Paolo. Par la suite, elle aura de nombreuses relations avec d'autres hommes, dont certains des six personnages principaux, à savoir : Ross Geller et Joey Tribbiani.

### Relation avecRoss
Rachel est sûrement plus célèbre pour sa tumultueuse relation avec le frère de Monica, Ross Geller. Apparemment, Ross était amoureux d'elle depuis le lycée. Quand Rachel déménage à New York, il tente de gagner son affection. Après des débuts très hésitants, tous deux se mettent finalement ensemble dans Celui qui a failli aller au bal (2.14). La relation prend fin lorsque la violente dispute sur l'amitié de Rachel pour un collègue mène Ross à coucher avec la fille de la photocopieuse, ce qui engendre un malentendu qui dure pendant le reste de la série on avait dit qu'on faisait une pause (le célèbre "We were on a break !" en VO, ou "Mais on avait rompu !" en VF). Quand Rachel découvre l'histoire, elle rompt avec Ross lors d'une fameuse scène où ils se disputent tous deux dans le salon de Monica, tandis que les quatre autres amis sont enfermés dans la chambre de celle-ci, terrifiés à l'idée d'interrompre le conflit. Depuis lors, les deux partagent encore quelques liaisons amoureuses. Au cours d'un voyage à Las Vegas, le couple se marie, complètement ivre, mais l'union est rapidement brisée. Néanmoins, pendant la septième saison, ils couchent ensemble, nuit après laquelle Rachel découvre qu'elle attend un heureux événement. Ainsi, elle donne naissance au second enfant de Ross, Emma. Durant l'épisode final, Ross est encouragé par Joey et Phoebe afin de déclarer son amour à Rachel avant qu'elle ne parte à Paris poursuivre sa carrière. Sa déclaration porte finalement ses fruits et le duo entre dans une nouvelle relation amoureuse. Lors de l’épisode de réunion de la série, sorti en 2021, les acteurs des deux personnages admettent que Ross et Rachel se sont probablement mariés après la fin de la série.

### Relation avecJoey
Dans la septième saison, elle devient la colocataire de Joey qui s'éprend d'elle dans la huitième saison. Le sentiment devient réciproque. Ils sortiront ensemble à l'occasion d'un voyage à la Barbade à la fin de la saison 9, et leur relation se prolongera au début de la saison 10. Elle se finira cependant rapidement, après s'être rendu compte que leur amitié est plus forte que leurs sentiments amoureux.

## Logement
Pendant la majeure partie de la série, Rachel vit dans l'appartement de Monica. Cependant, quand Chandler emménage avec Monica, Rachel part pour leur offrir plus d'intimité. Elle habite alors avec Phoebe. Tout se passe bien jusqu'à ce que Rachel, causant accidentellement un incendie, aille vivre chez Joey. Pendant ce temps, l'appartement de Phoebe est réparé mais Rachel, aimant vivre avec Joey, décide de rester. Cette décision est en réalité initiée par Phoebe, en se rendant compte qu'elle pouvait désormais avoir une chambre deux fois plus grande grâce à la destruction par le feu du mur qui séparait les deux chambres. Lorsque Rachel tombe enceinte, elle emménage avec Ross. Toutefois, les choses évoluent difficilement après la naissance et Rachel revient vivre avec Joey.

## Famille
Les parents de Rachel entreprennent un divorce acrimonieux au début de la saison 2. Rachel est la cadette des trois filles de Leonard et Sandra Greene. Dans l'épisode 6.13, sa sœur Jill affirme que Rachel est la seule fille dont son père est fier, au grand bonheur de celle-ci. Son autre sœur, simplette et nombriliste, s'appelle Amy et est incarnée par Christina Applegate. La benjamine, pourrie-gâtée, Jill, est jouée par Reese Witherspoon. 
Rachel a aussi une fille qui se nomme Emma, qu'elle a eue avec Ross.